# St. Norbert (Duisburg)

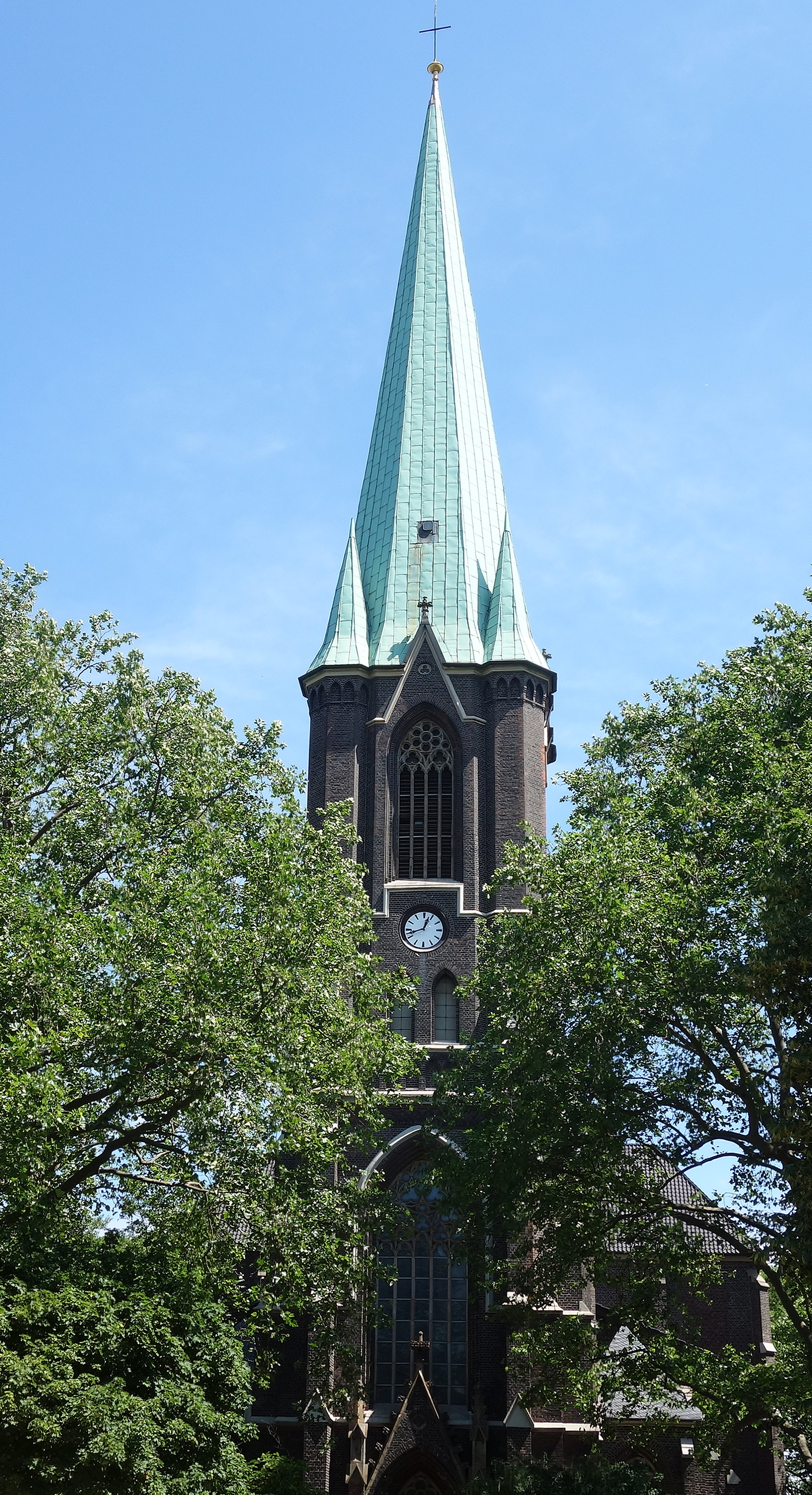
Kirchturm (85 m hoch)

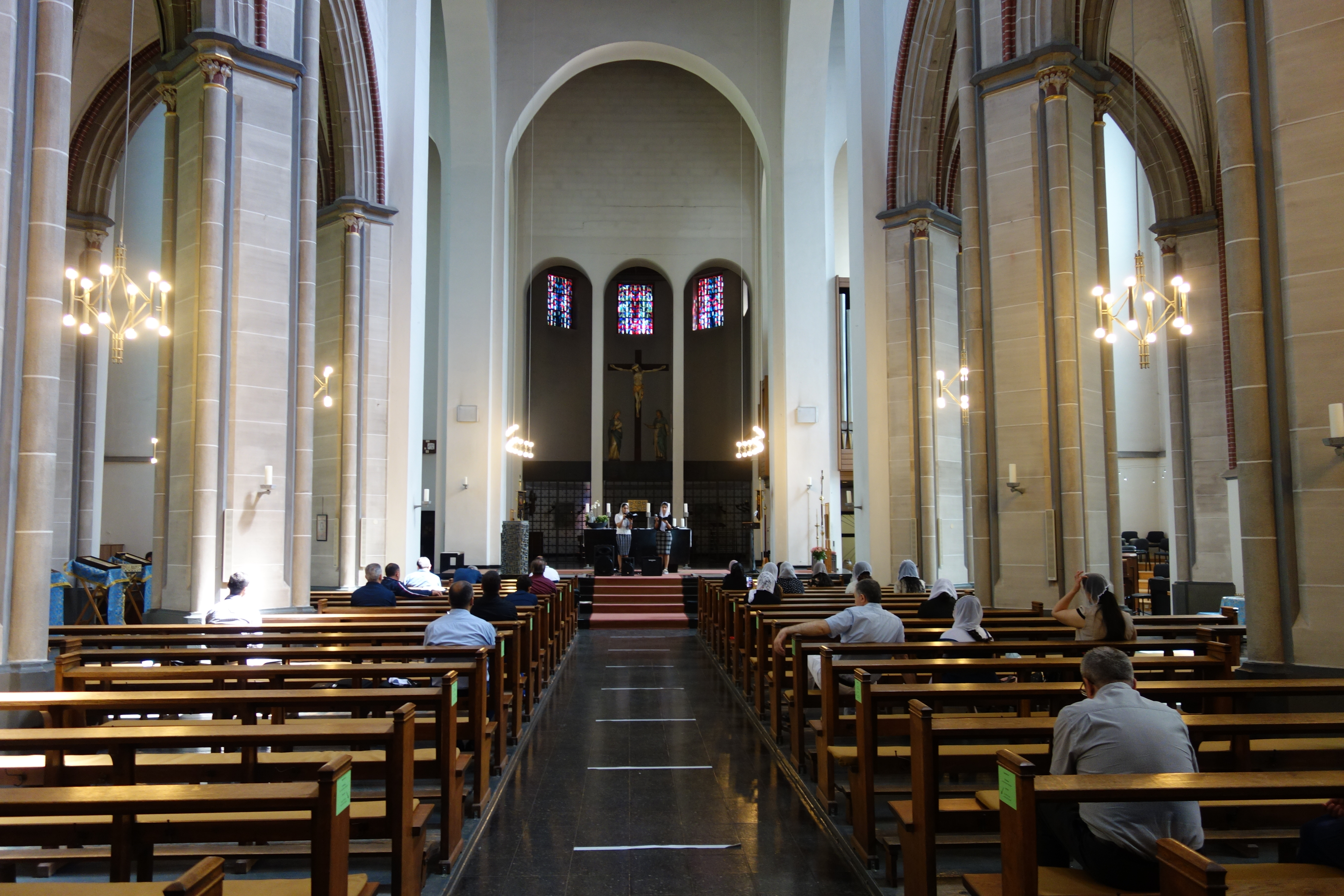
Neugotischer Innenraum

St. Norbert ist eine denkmalgeschützte römisch-katholische Kirche in Obermarxloh, einem Stadtteil im Stadtbezirk Hamborn der kreisfreien Stadt Duisburg in Nordrhein-Westfalen. Wie alle Hamborner Kirchen gehört sie zum Bistum Essen. Namensgeber ist der heilige Norbert von Xanten, Stifter des Prämonstratenserordens. Dieser lebte von 1080 bis 1134 in Xanten und war Erzbischof in Magdeburg.

## Geschichte
Knapp zwei Jahre nach dem ersten Spatenstich am 15. Juni 1902 wurde die Kirche im neugotischen Stil mit einem 85 m hohen Turm fertig gestellt. Die erste Orgel wurde 1908 errichtet und 1929 durch eine neue ersetzt, die größte Hamborns. Wegen größerer Schäden durch Bergsenkungen waren zweimal Renovierungsarbeiten erforderlich, nämlich 1920 und 1929.
Durch Luftangriffe während des Zweiten Weltkriegs im August und Oktober 1944 wurde die Kirche fast vollständig zerstört. Der Wiederaufbau war Ende 1956 abgeschlossen.
Seit 2007 wurde die Kirche umfangreich renoviert. Im Zuge dessen wurde auch die Innenausstattung der Kirche ergänzt. Unter anderem schuf der Künstler Horst Schneider einen fünfteiligen Bilderzyklus über das Leben des heiligen Norbert.
Am 10. November 2019 zog die Russisch-Orthodoxe Kirchengemeinde zu Duisburg von der Liebfrauenkirche in Duisburg-Bruckhausen in die Kirche St. Norbert um.

## Denkmalschutz
Die Kirche St. Norbert wurde am 8. März 1985 unter der Nummer 14 in die Liste der Baudenkmäler in Duisburg-Hamborn eingetragen.